# Universität der Arktis
Die Universität der Arktis (UArktis), englisch University of the Arctic (UArctic), ist ein Netzwerk aus Universitäten und Instituten im Nordpolargebiet. Sie dient der Förderung und Koordination der Bildung und Forschung in der multinationalen, multikulturellen Region Arktis. Im Zuge des 10. Jahrestages des Rovaniemi-Prozesses und der Arctic Environmental Protection Strategy (Umweltschutzplan für die Arktis) wurde die Bildung der UArktis am 12. Juni 2001 vom Arktischen Rat empfohlen.

## Mitgliedsorganisationen
Die Universität zählte 2023 185 Mitgliedsorganisationen, davon sind 135 Bildungseinrichtungen der arktischen Staaten: Kanada (43), Dänemark (13), Finnland (18), Island (10), Norwegen (17), Russland (55), Schweden (7) und den USA (27). 50 Mitgliedsorganisationen kommen aus nicht-arktischen Ländern, wie zum Beispiel das Alfred-Wegener-Institut in Deutschland.
Infolge der kriegerischen Auseinandersetzung Russlands gegen die Ukraine wurde 2022 die Zusammenarbeit mit russischen Mitgliedsorganisationen auf Eis gelegt. Lars Kullerud äußerte in diesem Zusammenhang, dass die Zusammenarbeit aufgehoben sei, bis die geopolitische Situation sie wieder ermögliche. Seitdem wird die Entscheidung in den Sitzungen des UArctic Councils neu erwogen.

## Geschichte

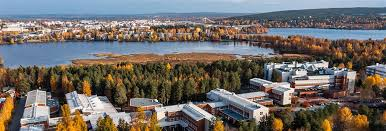
Das internationale Sekretariat von UArctic an der Universität Lappland in Rovaniemi, Finnland.

Die Universität der Arktis wurde vom Arktischen Rat am 12. Juni 2001 in Rovaniemi in Finnland gegründet. Die Gründung dieses Netzwerkes geht bereits auf 1997 zurück, als der Rat die Circumpolar Universities Association (CUA) um eine Machbarkeitsstudie gebeten hat. In den folgenden Monaten wurden dann erste Schritte für die Umsetzung eines solchen Projekts unternommen. Das UArctic Büro für zirkumpolare Koordination (nun als internationale Sekretariat bezeichnet) wurde bspw. 1999 in Rovaniemi eröffnet. Die ersten akademischen Projekte wie das north2north Programm oder der Bachelor zirkumpolarer Studien wurden auch zu dieser Zeit entworfen.
2002 wurde Lars Kullerud zum UArctic Direktor ernannt. Erste Studierende nahmen das akademische Angebot der Universität der Arktis wahr. In diesem Jahr wurde dem Netzwerk außerdem den Beobachterstatus im arktischen Rat verliehen.
Neben dem internationalen Sekretariat wurden in der ersten Dekade mehrere Büros eröffnet. 2003 wurde z. B. das Büro zur Koordination des zirkumpolaren Studienprogramms an der Universität Saskatchewan in Kanada gegründet, 2004 das north2north Büro an der Universität Finnmark in Norwegen, 2005 ein Büro zur Koordination der thematischen Netzwerke an der Universität Oulu in Finnland. Zwei Büros wurden auch 2006 und 2008 in Russland gegründet (ein russischsprachiges Informationszentrum an der North-Eastern Federal University in Jakutsk und ein Büro zur Koordination der Forschung in Archangelsk an der Northern (Arctic) Federal University).
Das erste UArctic Rektorenforum fand 2007 am Dartmouth College statt. Das International Arctic Science Committee, die Internationale arktische sozialwissenschaftliche Vereinigung und die Universität der Arktis unterzeichneten 2011 einen Vertrag zur Zusammenarbeit in Forschungsangelegenheiten. Die ersten Institutionen nicht-arktischer Staaten wurden zudem in diesem Jahr Mitglied. Regionale Zentren sind seitdem eingeführt worden, um die Mitgliedschaft derartiger Institutionen in verschiedenen Teilen der Welt zu koordinieren (wie z. B. die Universität Versailles in Frankreich für Westeuropa). 2014 wurde die Verwaltung von UArctic umstrukturiert. Seitdem umfasst die Führungsebene einen Präsidenten und mehrere Vizepräsidenten (z. B. VP für indigene Angelegenheiten). Lars Kullerud übernahm daraufhin die Leitung des neuerschaffenen Präsidiums. 2016 empfang Sankt Petersburg das erste UArctic Kongress. Kongresse wurden dafür gedacht, im Rahmen einer wissenschaftlichen Konferenz alle Instanzen von UArctic zusammenzubringen. Im darauffolgenden Jahr wurde UArctic zur Partnerorganisation der UNESCO. 2019 wurde das Netzwerk als nicht gewinnorientierten Organisation in Finnland registriert. 2022 wurde der UArctic Lehrstuhl geschaffen. Hochqualifizierte Akademiker betreiben in dem Rahmen kollaborative Projekte zwischen Mitgliedern.
Die Zusammenarbeit mit russischen Institutionen wurde 2022 nach dem Beginn des Russisch-Ukrainischen Krieges auf Eis gelegt.

## Organisation, Leitung und Verwaltung
Die Mitgliedsinstitutionen der Universität der Arktis werden durch verschiedene Mechanismen vertreten. Die UArctic ry ist als gemeinnütziger Verein in Finnland registriert.

### Leitung

#### Vollversammlung

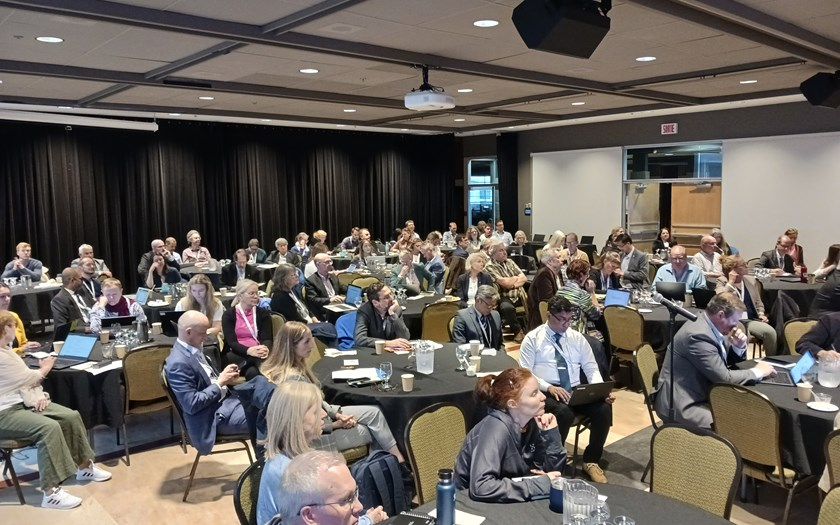
2023 UArctic Vollversammlung in Quebec City, Kanada

UArctic-Mitglieder treffen sich jährlich zur UArctic-Vollversammlung. Die Vollversammlung besteht aus allen Mitgliedern, vertreten durch einen Vertreter und einen Stellvertreter. Bei Wahlen zählen die Stimmen der arktischen Mitglieder mehr als die Stimmen der nicht-arktischen Mitglieder. Die Vollversammlung ist das wichtigste legislative Organ von UArctic. Eine außerordentliche Vollversammlung kann einberufen werden, wenn eine bestimmte Angelegenheit behandelt werden muss. Andernfalls kann der Exekutivausschuss „Toyon“ Zwischenbescheide treffen. Die Versammlung kann weitere Ausschüsse bilden, um beispielsweise Unterstützung bei Nominierungs- oder Mitgliedschaftsprozessen zu erhalten. Alle zwei Jahre findet die Versammlung im Rahmen des UArctic-Kongresses statt. Der Kongress bringt verschiedene Gremien der Universität der Arktis zusammen sowie eine wissenschaftliche Konferenz.

#### Vorstand

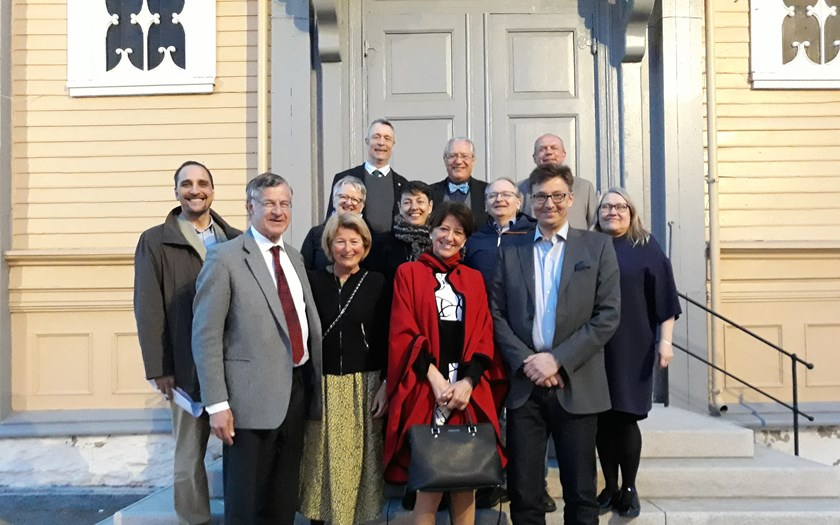
Sitzung des UArctic-Vorstands in Tromsø, Norwegen im April 2019

Die Vollversammlung wählt den UArctic-Vorstand. Der Vorstand ist verantwortlich für die Festlegung der Prioritäten des Netzwerkes, für das Personal, für die Finanzen sowie für die Öffentlichkeits- und Außenbeziehungen. Der Vorstand verfügt auch über einen Exekutivkomitee, der die Tagesordnung festlegt, Textvorschläge vorbereitet und Zwischenbescheide trifft.

#### Weitere Gremien
Einige hochrangige Sitzungen werden zwar von UArctic organisiert, verfügen aber nicht unbedingt über Leitungskompetenzen, wie beispielsweise das Rektorenforum, das verschiedene Rektorinnen und Rektoren der Mitgliedsinstitutionen zusammenbringt.

### Verwaltung
Der Präsident, die Vizepräsidenten, der Generalsekretär und der Kommunikationsbaufragte treffen sich regelmäßig im Rahmen von „Ma-Mawi“. Sie stellen die Geschäftsführung von UArctic dar. Sie sind für den täglichen Betrieb des Netzwerks und die Aufsicht des Verwaltungspersonals verantwortlich. Das Personal wird jedoch direkt von Mitgliedsinstitutionen im Namen von UArctic eingestellt. Die Universität Lappland empfängt beispielsweise das Internationale Sekretariat.

#### Präsident und Vizepräsidenten

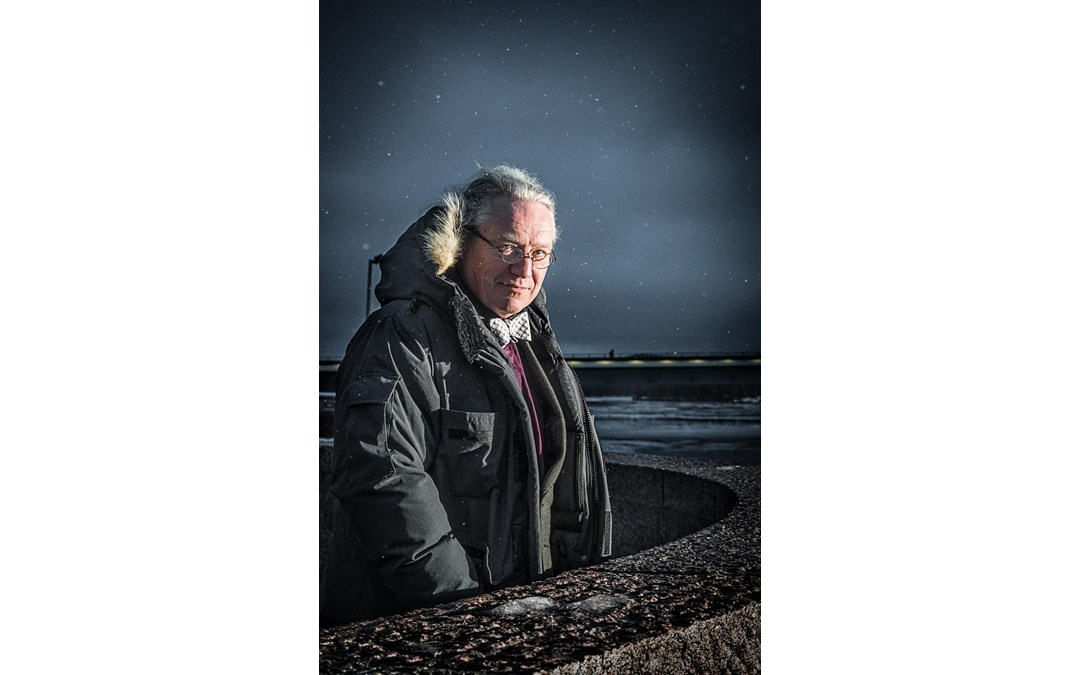
Lars Kullerud ist der aktuelle Präsident des UArctic-Netzwerks

Der Vorstand ernennt den UArctic-Präsidenten für eine Amtszeit von sechs Jahren. Der Präsident ist dafür verantwortlich, dass genehmigte Projekte und Aktivitäten fristgerecht initiiert und umgesetzt werden. Er überwacht die Erstellung des Budgets und die Entwicklung eines Umsetzungsplans, der klare Ziele für die Verwaltung festlegt.
Der Präsident ernennt Vizepräsidenten, die mit bestimmten Angelegenheiten beauftragt sind und dabei den Präsidenten unterstützen. Sie arbeiten aus UArctic-Zentralen, die in verschiedenen Teilen der Arktis angesiedelt sind. Sie können gegebenenfalls von einer lokalen Arbeitsgruppe unterstützt werden.

#### Internationales Sekretariat
Das Internationale Sekretariat von UArctic mit Sitz in Rovaniemi, Finnland, ist das wichtigste Verwaltungsorgan des Netzwerks. Der UArctic-Vorstand ernennt einen Generalsekretär, der die Verwaltung in enger Zusammenarbeit mit dem Präsidenten leitet. Das Internationale Sekretariat organisiert Vollversammlungen und Vorstandssitzungen, führt ein Mitgliederverzeichnis, verwaltet die Finanzen und ist für die Informationsplattformen (Website, Social Media, Shared Voices Magazine usw.) zuständig.

#### Regionale Zentren

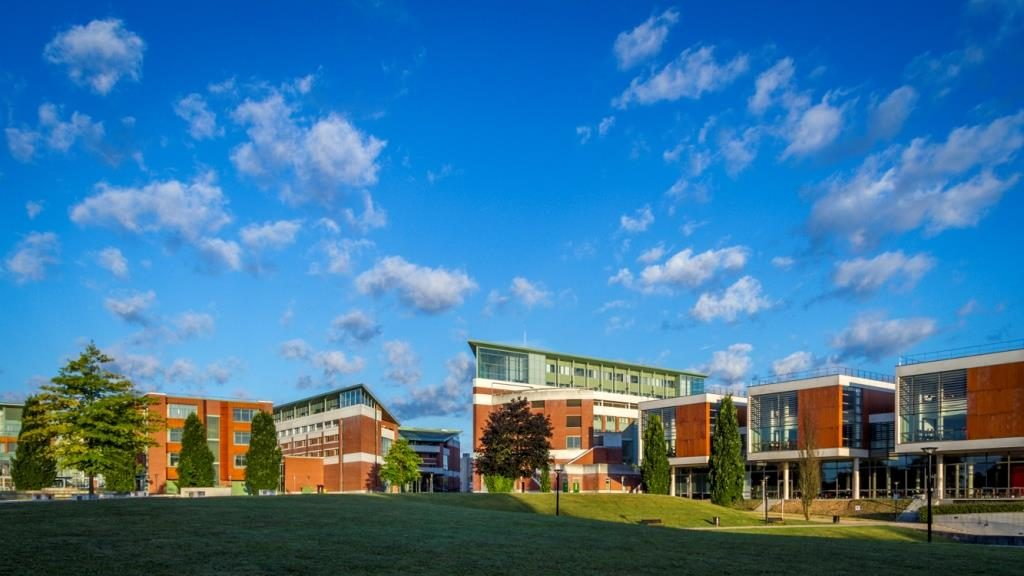
Die Universität Versailles dient als regionales Zentrum von UArctic

Eine oder mehrere Mitgliedsinstitutionen können das Netzwerk mit der Einrichtung eines regionalen UArctic-Zentrums unterstützen. Regionale Zentren sollen das Engagement der Mitglieder fördern und eine Struktur für den regionalen Dialog schaffen. Das bedeutet, dass sie in direktem Kontakt mit nationalen oder regionalen Behörden sowie anderen lokalen Akteuren stehen. Derzeit verfügt UArctic über drei regionale Zentren (in Luleå, Versailles und Aberdeen).

### Finanzierung
Die Mitgliedsorganisationen beteiligen sich finanziell an der University of the Arctic. Es wird jährlich ein Mitgliedsbeitrag zwischen 750 und 4.000 Euro erhoben. Dieser Beitrag wird auf Grundlage des Gesamtbudgets der Mitgliedsinstitution berechnet. Einige der teilnehmenden Länder, darunter Kanada, Finnland und Norwegen, stellen Mittel für die Universität und ihre verschiedenen Programme bereit. Die kanadische Bundesregierung beschloss jedoch 2011, ihre Mittel zu kürzen. UArctic wird teilweise auch über Privatspenden finanziert.

## Programme
- Bachelor of Circumpolar Studies, mit der Möglichkeit, mehr über Land, Leute, Kultur der Arktis, die Entwicklung des Tourismus im Norden, indigene Völker in der Arktis und Klimaschutz zu lernen.
- UArctic Atlas, ein Online-Atlas in enger Kooperation mit UNEP/GRID-Arendal, einem Knoten im Netzwerk des United Nations Environment Programme-Global Resource Information Database der Umweltorganisation der UN (UNEP). Projekt-Manager des UArctic Atlas ist Scott Forrest (2013). Im UNEP/GRID-Arendal werden auch weitere Ergebnisse publiziert.
- north2north, Austauschprogramm für Studierende der Mitgliedseinrichtungen[13]